# Ohlapni kolesnik
Ohlapni kolesnik (znanstveno ime Paralepista flaccida) je gliva iz rodu kolesnikov (Paralepista). Nekoč je bilauvrščen v rod kolesnic (Lepista) kot podvihana kolesnica (Lepista inversa), a so leta 2012 z uporabo molekularne filogenije ugotovili, da ta vrsta skupaj z lisastim kolesnikom (Paralepista gilva) tvori svoj ločen klad.

## Značilnosti
Klobuk ima v premeru od 4 do 9 cm. Najprej je konveksen in pozneje postane značilno lijakasto oblikovan z valovito zavihanim robom; površina je gladka in mat; rjava ali oranžno rjava. Spreminja barvo glede na vlažno in postane bolj bled, ko se postopoma izsušijo, sčasoma pa postanejo rumenkasti.
Lističi potekajo globoko po betu. Najprej so bele barve, ko dozorijo, postanejo bledo rjavi.
Bet je visok od 3 do 5 cm in širok od 0,5 do 1 cm. Je rahlo vlaknat in v dnišču obdan z miceljiskim puhom. Je rumeno rjave barve, vendar bolj bled od kapice. Nikoli nima obročka.

## Razširjenost in življenjski prostor
Raste od poznega poletja do jeseni kot gniloživka na lesnih ostankih v gozdnem okolju. Najbolj pogosta je v Evropi, a je široko razširjena po vseh celinah.

## Mikroskopske značilnosti
Trosni prah je kremasto bel. Trosi so elipsasti, a skoraj okrogli, imajo drobne bradavice in merijo 4–5 x 3,5–4,6 μm.

## Podobne vrste
- lisasti kolesnik (Paralepista gilva) ima lisast klobuk in je svetlješih barv
- rjavkasta lijevka (Infundibulicybe gibba) se pojavlja na podobnih rastiščih, je mnogo bolj bledih barv in ima večje in bolj podolgovate trose
- divji lisičkovec (Hygrophoropsis aurantiaca) v spodnjem delu temnejši bet
- oljkov livkar (Omphalotus olearius) je strupen, raste v šopih in direktno na večjih ostankih lesa

## Uporabnost
Užitna, a ne preveč cenjena zaradi žilavosti. Primerna za mešanje z drugimi gobami.

## Galerija slik
- Ilustracija
- Ohlapni kolesniki
- Lističi in bet
- Trosi